# Wielki czarodziej
Wielki czarodziej (ros. Великий утешитель, Wielikij utieszytiel) – radziecki film dramatyczny z 1933 roku w reżyserii Lwa Kuleszowa.

## Obsada
- Konstantin Chochłow jako Bill Porter
- Iwan Nowosielcew jako Jim Valentine
- Wasilij Kowrigin jako Warden
- Andriej Fajt jako Det. Ben Price
- Daniił Wwiedienski jako strażnik więzienny
- Weyland Rodd jako czarnoskóry więzień
- O. Rajewska jako matka Jima
- S. Sletow jako strażnik więzienny
- Aleksandra Chochłowa jako Dulcie
- Galina Krawczenko jako Annabel Adams
- Piotr Gaładżew jako E. Adams
- Wiera Łopatina jako Sadie
- Michaił Doronin jako karczmarz
- Andriej Gorczilin jako więzień